# ليغاثبيا
بلدية ليغاثبيا (بالإسبانية: Legazpia) هي بلدية تقع في مقاطعة غيبوثكوا التابعة لمنطقة إقليم الباسك شمال إسبانيا.

## الديموغرافيا
بلغ عدد سكان بلدية ليغاثبيا 8.684 نسمة عام 2011 (وفقاً للمعهد الوطني للإحصاء الإسباني).
| 9.278 | 9.064 | 8.785 | 8.665 | 8.621 | 8.715 | 8.684 |

## أعلام
- إيرين باريديس